# Tutta l’Italia
Tutta l’Italia (deutsch „Ganz Italien“) ist ein italienischsprachiges Lied vom italienischen DJ und Musikproduzenten Gabry Ponte, das von ihm sowie den beiden Sängern Andrea Bonomo und Edwyn Roberts Clark komponiert und getextet wurde. Mit dem Titel vertrat Ponte San Marino beim Eurovision Song Contest 2025 in Basel.

## Hintergründe
Ponte schrieb bereits den österreichischen Titel Halo, der am Eurovision Song Contest 2022 teilnahm. 2025 nahm er an der Castingshow San Marino Song Contest teil, die als Vorentscheidung für den kommenden Eurovision Song Contest diente. Diese konnte er im Finale am 8. März 2025 für sich entscheiden.
Zuvor war der Titel bereits Themesong des Sanremo-Festivals 2025.
Der Titel Tutta l’Italia wurde von Ponte gemeinsam mit Andrea Bonomo und Edwyn Roberts Clark getextet und komponiert. Produziert wurde er von Ponte allein. Obwohl nicht als Interpreten genannt, stammt der Gesang von Bonomo und Clark.

## Inhaltliches
Der Titel ist ein typischer Dance-Pop-Titel, der die genretypischen Instrumente enthält, sowie durch Akkordeon, Mandoline und Tamburello erweitert wird. Der Songtext, der auf Italienisch gesungen wird, enthält Referenzen u. a. auf die Mona Lisa (la gioconda) und L’italiano.

## Eurovision Song Contest
Mit dem Titel nahm San Marino am Eurovision Song Contest 2025 teil. Das Land trat hierbei im ersten Halbfinale mit der Startnummer 11 am 13. Mai 2025 an und qualifizierte sich für das Finale.
Ponte erklärte, die Bühnenperformance für den Wettbewerb zu überarbeiten. Ob die Sänger im Gegensatz zur Vorentscheidung unmaskiert auf die Bühne kämen, sei nicht seine Entscheidung und er respektiere, wenn sich die Sänger nur mit der Stimme ausdrücken wollten.
Im Finale belegte San Marino mit 27 Punkten den letzten von 26 Plätzen.

## Veröffentlichung
Der Titel wurde kommerziell am 31. Januar 2025 veröffentlicht. Das Musikvideo erschien wenige Wochen später am 16. Februar. Es wurde unter der Regie von Attilio Cusani gedreht.

## Mitwirkende
- Musik, Text, Produktion, Schlagzeug, Keyboard: Gabry Ponte
- Musik, Text, Gesang: Andrea Bonomo, Edwyn Roberts Clark
- Produktion: Gabry Ponte
- Akkordeon: Vito Gentile
- Gitarre, Mandoline: Nico Vigliola
- Tamburin: Ciccio Raguso, Dominique Domenico Antonacci
- Mastering, Abmischung: Gigi Barocco[11]

## Kommerzieller Erfolg

### Chartplatzierungen
| ChartsChartplatzierungen | Höchstplatzierung | Wochen |
| ------------------------ | ----------------- | ------ |
| Italien (FIMI)           | 14 (… Wo.)        | …      |
| Schweiz (IFPI)           | 29 (2 Wo.)        | 2      |

### Auszeichnungen für Musikverkäufe
| Land/Region    | Auszeichnungen für Musikverkäufe (Land/Region, Auszeichnung, Verkäufe) | Verkäufe |
| -------------- | ---------------------------------------------------------------------- | -------- |
| Italien (FIMI) | Gold                                                                   | 100.000  |
| Insgesamt      | 1× Gold ·                                                              | 100.000  |